# Xilena Aycardi
Myriam Xilena Vanegas Aycardi (El Banco, Magdalena, Colombia; 8 de febrero de 1969), más conocida como Xilena Aycardi, es una actriz colombiana conocida por haber participado en varias telenovelas. Obtuvo fama gracias a su papel de Juana Manny, en la telenovela Las Juanas.

## Carrera
Estudió arte dramático en la Academia Charlot, con sede en Bogotá, Colombia. 
Posteriormente participó en la telenovela Pasión en la Laguna junto a Danilo Santos. Después participó en otros trabajos como Alma, corazón y vida y en 1990 formó parte del elenco de Señorita Bonita, donde llamó tanto la atención de directores e interpretó a una joven de 16 años en la novela La rebelión de las ratas, la cual obtuvo un gran éxito.
En 1996 desempeñó su primer papel protagónico en la novela Las ejecutivas junto con Jorge Enrique Abello, pero saltó a la fama internacional gracias a su papel de Juana Manny en la exitosa telenovela colombiana Las Juanas, que le valió un premio India Catalina a mejor Actriz. También interpretó a Sofía en la novela La reina de Queens y obtuvo su tercer papel protagónico en 2003, en la telenovela Retratos, papel con el cual se hizo acreedora del premio Orquídea por mejor Actriz de Proyección.
En 2005 reemplazó a Gabriela Vergara en la telenovela de Telemundo La mujer en el espejo con el papel de la perversa Bárbara Montesinos de Mutti. Su siguiente papel protagónico fue en la novela El baile de la vida. En el año 2010 obtiene otro papel importante en Doña Bella interpretando a Juanita de González. También ha participado en las telenovelas La traicionera, ¿Dónde carajos está Umaña?, Rafael Orozco, el ídolo, Alias el Mexicano y La selección. Ha participado en varios cortometrajes de cine y en la película La mágica aventura de Óscar donde interpretó a la Maga Tilín. Participó en obras teatrales tales como Crónica de una muerte anunciada, El último macho, In-files y La Conyugal. En 1995 obtuvo el premio a La mejor cola tvynovelas ganándole a Sofía Vergara.

## Filmografía

### Televisión
| Año  | Título                       | Personaje                    | Canal                  |
| ---- | ---------------------------- | ---------------------------- | ---------------------- |
| 2024 | La Palestina                 | Protagonista                 | Telecaribe             |
| 2023 | La Influencer                | Paloma                       | Caracol Televisión     |
| 2021 | Viejos pero millennials      | La Maye                      | Señal Colombia         |
| 2020 | La Invencible Esther         | Josefina Celis               | Telecaribe             |
| 2020 | Amar y vivir                 | Julia Linero                 | Caracol Televisión     |
| 2019 | Pescadito                    | Protagonista                 | Telecaribe             |
| 2018 | Garzón                       | Virginia                     | Canal RCN              |
| 2018 | Aníbal 'Sensación' Velásquez | Luz                          | Telecaribe             |
| 2017 | La Cacica                    | Estrella de Socarrás         | Caracol Televisión     |
| 2016 | Todo es prestao              | Sonia Cotes                  | Canal RCN              |
| 2016 | Mujeres asesinas             | Ep: Las Buitrago, hermanas   | Canal RCN              |
| 2014 | La selección, la serie       | Paulina                      | Caracol Televisión     |
| 2014 | Alias el Mexicano            | Helena de Ramírez            | Canal RCN              |
| 2012 | Rafael Orozco, el ídolo      | Janeth                       | Caracol Televisión     |
| 2012 | ¿Dónde carajos está Umaña?   | Lequerica «Reina»            | Caracol Televisión     |
| 2012 | Historias clasificadas       | Diana                        | Canal RCN              |
| 2011 | La traicionera               | Gloria                       | Canal RCN              |
| 2010 | Tierra de cantores           | Alicia                       | Caracol Televisión     |
| 2009 | Doña Bella                   | Juanita González             | Canal RCN              |
| 2008 | Sin retorno                  | Irene                        | Canal RCN              |
| 2007 | Tiempo final                 | Violeta                      | Fox Channel            |
| 2007 | Marido a Sueldo              | Linda Kriss de Anaya         | Canal RCN              |
| 2005 | El baile de la vida          | Renata Angarita              | Caracol Televisión     |
| 2004 | La mujer en el espejo        | Bárbara Montesinos / Vanessa | Telemundo              |
| 2004 | Amor de mis amores           | Andrea Villamarin            | Canal RCN              |
| 2003 | Retratos                     | Paulina                      | Canal RCN              |
| 2001 | Isabel me la veló            | Terapeuta                    | Canal RCN              |
| 2000 | La reina de Queens           | Sofía                        | Caracol Televisión     |
| 2000 | Entre amores                 | Victoria                     | Canal RCN              |
| 1998 | Código de pasión             | N/D                          | Canal Uno              |
| 1997 | Las Juanas                   | Juana Manny Salguero Cruz    | Canal RCN              |
| 1996 | Otra en mí                   | Carmen                       | TeVecine               |
| 1996 | Las ejecutivas               | María Helena Sánchez         | Caracol Televisión     |
| 1992 | La pantera                   | Susana                       | Caracol Televisión     |
| 1992 | En cuerpo ajeno              | Consuelo Villamil            | Cadena Uno             |
| 1991 | El pasado no perdona         | N/D                          | Cadena Uno             |
| 1990 | La rebelión de las ratas     | Mariana Cristancho           | Jorge Barón Televisión |
| 1990 | Señorita Bonita              | N/D                          | Jorge Barón Televisión |
| 1989 | Alma, Corazón y Vida         | N/D                          | Jorge Barón Televisión |

### Cine
| Año  | Título                      | Personaje  | Nota                    |
| ---- | --------------------------- | ---------- | ----------------------- |
| 2011 | La Mágica Aventura de Oscar | Maga Tilín | Director: Diana Sánchez |

### Teatro
| Año         | Obra                            | Director           |
| ----------- | ------------------------------- | ------------------ |
| 2021        | Mi querida suegrita             | Juan Ricardo Gómez |
| 2018        | La Conyugal                     | Juan Ricardo Gómez |
| 2014 - 2020 | In-files 1 y 2                  | Juan Ricardo Gómez |
| 2006-2007   | Crónica de una muerte anunciada | Jorge Alí Triana   |
| 2006        | El último macho                 | Magdalena La Rotta |

## Premios y nominaciones

### Premios India Catalina
| Año  | Categoría                                     | Telenovela o Serie | Resultado |
| ---- | --------------------------------------------- | ------------------ | --------- |
| 2020 | Mejor actriz antagónica de telenovela o serie | Pescaíto           | Nominada  |
| 1998 | Mejor actriz principal                        | Las Juanas         | Ganadora  |

### Premios TVyNovelas
| Año  | Categoría                              | Telenovela o Serie     | Resultado |
| ---- | -------------------------------------- | ---------------------- | --------- |
| 2015 | Mejor actriz de reparto de telenovela  | La selección, la serie | Nominada  |
| 2004 | Mejor actriz protagónica de serie      | Retratos               | Nominada  |
| 1998 | Mejor actriz protagónica de telenovela | Las Juanas             | Nominada  |

### Otros premios obtenidos
- Orquídea a Actriz de Proyección por Retratos.[11]